# چشمه چناریاسوج
چشمه چناریاسوج، روستایی از توابع بخش مرکزی شهرستان بویراحمد در استان کهگیلویه و بویراحمد ایران است.

## جمعیت
این روستا در دهستان کاکان قرار دارد و براساس سرشماری مرکز آمار ایران در سال ۱۳۸۵، جمعیت آن ۱۰۰ نفر (۲۲خانوار) بوده‌است.